# Leila Alaoui
Leila Alaoui (en árabe: ليلى علوي; en tifinag: ⵍⴰⵢⵍⴰ ⵄⴰⵍⴰⵡⵉ) (París, 10 de julio de 1982 - Uagadugú, 18 de enero de 2016) fue una fotógrafa, videoartista franco-marroquí. En su trabajo destaca el interés por temas sobre minorías étnicas, migración y grupos marginados. Murió en Burkina Faso, víctima del atentado terrorista en Uagadugú del 15 de enero de 2016 reivindicado por AQMI mientras trabajaba para Amnistía Internacional en un reportaje sobre derechos de las mujeres. Su familia ha creado la Fundación Leila Alaoui para conservar y asegurar la difusión de su obra. 

## Biografía
Leila Alaoui nació en París en un entorno burgués. Su padre Abdelaziz B. Alaoui es un empresario marroquí del sector inmobiliario y su madre Christine Alaoui, de nacionalidad francesa, es fotógrafa. En 1988 la familia se mudó a Marruecos, a Marrakech, donde vivió gran parte de su adolescencia.
«Durante mi adolescencia en Marruecos, las historias de migrantes que se ahogaban en el mar se volvieron habituales en las noticias. En mi opinión, estas historias eran recordatorios constantes de una injusticia social profundamente arraigada» explicaba en una entrevista en la que destacaba su interés por minorías étnicas, subculturas y grupos marginados.
Cuando cumplió 18 años, se mudó a Nueva York para estudiar fotografía en la Universidad de la Ciudad de Nueva York. Luego viajó por distintos lugares de América, Europa y vivió en Líbano antes de retornar a Marruecos en 2008, desde donde realizaba viajes regulares a Beirut y París.

### Trayectoria profesional
Consideraba que la fotografía y el arte podían ser utilizados para el activismo social y centró su trabajo en mostrar las realidades sociales, reflexionar sobre la identidad nacional y la diversidad cultural, la migración y el desplazamiento forzado. Para ello, utilizó imágenes de creación, reportajes y videos. Una de sus técnicas habituales fue la de establecer un estudio portátil en un lugar público como una plaza o un mercado e invitar a los transeúntes interesados en ser fotografiados. Críticos de arte describieron su trabajo como «post-Oriental», en referencia a la teoría de Orientalismo propuesta por Edward Said.
Su trabajo fue exhibido en la Bienal de Marrakech en Marruecos en 2012 y 2014, Art Dubai, y en Nueva York, Berlín, Beirut, Túnez, Luxemburgo, Argentina, Países Bajos, España y Suiza. Sus fotografías se publicaron en The New York Times y en la revista Vogue. Su obra forma parte de las colecciones del Museo de Catar y de la Société Générale. También realizó tareas para el programa de televisión español El Mago.
En 2013, fue comisionada por el Consejo Danés para los Refugiados para crear una serie de retratos de refugiados en el Líbano. En el mismo año creó una videoinstalación titulada Travesías, describiendo los viajes de la población marroquí que viaja a Europa presentada en el Museo de Fotografía y Artes Visuales de Marrakech en 2015 y en el Festival de Video de El Cairo en 2015. Las fotografías del proyecto se expusieron en la Semana de Arte de Luxemburgo en noviembre de 2015 y en la Casa Europea de la Fotografía (MEP) en París en 2015-2016 en una exposición titulada Los marroquíes. También participó en la primera Bienal de Fotografía en el Mundo Árabe contemporáneo, celebrada en París en 2015.
También en 2015, completó un trabajo fotográfico titulado Héroes diarios de Siria, en Líbano, Jordania e Irak, centrándose en la población siria que vive en los asentamientos de refugiados. El proyecto se completó para el Consejo Danés para los Refugiados, la Comisión Europea para la Ayuda Humanitaria y el departamento de Protección Civil y ActionAid International.

### Muerte
En enero de 2016 Alaoui viajó a Burkina Faso con el objetivo era realizar una serie de fotografías sobre derechos de las mujeres para Amnistía Internacional.  Se encontraba en un coche aparcado frente al restaurante Capuccino cuando el 15 de enero de 2016 se produjo el atentado de Uagadugú reivindicado por AQMI.  
Ella y el conductor del vehículo, Mahamadi Ouédraogo recibieron varios disparos durante el ataque. Mahamadi falleció en el momento. Leila resultó gravemente herida con disparos en el pulmón, abdomen, brazos, piernas y riñón, quedando gravemente herida. Fue trasladada al hospital Notre Dame de la Paix de la ciudad pero no pudo sobrevivir a sus heridas y falleció tres días más tarde. Tenía 33 años de edad.
Sus restos fueron trasladados a Marruecos a expensas del rey Mohammed VI de Marruecos, donde fue enterrada en el cementerio de dicha ciudad el 19 de enero. El director de la Casa Europea de la Fotografía (MEP) y el presidente del Instituto del Mundo Árabe hicieron una declaración conjunta destacando su trabajo dando «voz a los sin voz» y lamentando la muerte de  «una de los fotógrafas más prometedoras de su generación».

## Exposiciones póstumas
Desde su muerte se han realizado varias exposiciones póstumas. En 2018 se inauguró una exposición en el Museo Yves Saint Laurent de Marrakech. En junio de 2019 se inauguró en la Casa Árabe de Madrid la muestra "Los marroquíes" forma parte del festival de fotografía PHotoEspaña. La serie de 30 fotografías de la exposición, comisariada por Guillaume de Sardes, fue realizada entre 2010 y 2014 con instantáneas de personas retratadas en plena calle.

## Fundación Leila Alaoui
En 2016 la familia creó la Fundación Leila Alaui para asegurar la conservación y difusión de su obra.
El padre de Leila ha publicado en Francia y Marruecos el libro  “Off to Ouaga: Diario de un duelo imposible” donde rememora la experiencia traumática de aquella pérdida. “Off to Ouaga” (“Me voy a Uagadugú”) es el texto del último mensaje que Leila había enviado a su padre.  El relato será adaptado al cine por el director brasileño Fellipe Barbosa.